# Tegenaria bayeri
Espèce
Synonymes
- Pseudotegenaria bayeri (Kratochvíl, 1934)

Tegenaria bayeri est une espèce d'araignées aranéomorphes de la famille des Agelenidae.

## Distribution
Cette espèce se rencontre au Monténégro, en Serbie et en Bosnie-Herzégovine.

## Description
La femelle mesure 13 mm.

## Publication originale
- Kratochvíl, 1934 : Liste générale des Araignées cavernicoles en Yougoslavie. Prirodoslovne Razprave. Izdaja in Zaloga Prirodoslovna Sekcija Muzejskega DruStva za Sloveniju, Ljubljana, vol. 2, p. 165–226.